# 요제프 페르디난트 폰 바이에른 공작

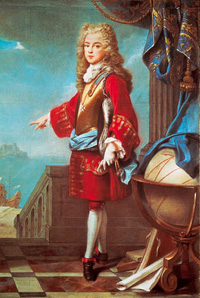
요제프 페르디난트 폰 바이에른 공작의 초상화, 요셉 비비앙의 1698년 작품.

요제프 페르디난트 레오폴트(Joseph Ferdinand Leopold), 또한 스페인어 이름으로 아스투리아스 공 인판테 호세 페르난도 데 바비에라이아스투리아스(Infante Jose Fernando de Baviera y Austria, Prince of Asturias; 1692년 10월 28일 ~ 1699년 2월 6일)로 알려져 있다. 막시밀리안 2세 이마누엘 폰 바이에른 선제후과 그의 첫 번째 아내 레오폴트 1세의 딸 마리아 안토니아 사이에서 태어난 아들이다. 어머니는 또한 외가인 펠리페 4세의 손녀이기도 하다.
스페인 왕위계승전쟁 이전 요제프 페르디난트는 잉글랜드 왕국과 네덜란드 공화국에서 스페인 왕위계승자가 되는 것을 인정하고 추천하였고, 젊은 카를로스 2세도 요제프 페르디난트를 아스투리아스 공에 서임하여 정식 후계자로 만들었다.
그러나 1699년 요제프 페르디난트는 6살의 나이로 갑작스럽게 세상을 떠났다. 그 때문에 잉글랜드와 프랑스 사이에서 제2차 분할 조약(Second Partition Treaty; 1700년)이 체결되어, 프랑스의 필리프 당주 공작이 나폴리 왕국, 시칠리아 왕국, 밀라노 공국을 얻고, 스페인의 지배권은 레오폴트 1세의 아들 카를에게 주려했으나, 이에 불복한 레오폴트 1세와 루이 14세는 조약을 파기하고 양자의 다툼은 스페인왕위계승전쟁으로 발전했다. 그 결과 앙주 공이 스페인 왕위계승이 승인되었다.

스페인 왕위 계승 전쟁 왕위 계승도

스페인의 인판테 호세 페르난도는 스페인 합스부르크 왕조의 극심한 근친교배의 결과물이었다. 요제프 페르디난트의 어머니 마리아 안토니아는 바로 옆의 가계도를 보더라도 삼촌과 조카딸 사이에서 태어난 아이였다. 마리아 안토니아는 황제 레오폴트 1세와 스페인의 마르가리타 테레사 사이의 딸이었다. 마르가리타는 레오폴트의 조카였고, 펠리페 4세와 오스트리아의 마리아나의 딸이었다. 이들 또한 삼촌과 조카딸이란 한쌍이었다.
요제프 페르디난트는 외외종조부 카를로스 2세를 매혹시켰으나, 그는 스페인 최후의 합스부르크 군주로써 쇠약했고, 요제프가 예정대로 계승하면 카를로스보다 먼저 죽지는 않았을 것이다.